# Empresa patrocinada pel govern
Una Empresa patrocinada pel govern (en anglès: Government-sponsored enterprises, acrònim: GSE) és un tipus d'empresa de serveis financers creada pel Congrés dels Estats Units, estructurada i regulada pel govern central, amb l'objectiu social de fer arribar crèdits i finançament a certs sectors, però que a diferència d'una empresa pública, és de capital privat. L'estat central creà aquestes empreses amb fins socials de manera que allí on l'eficiència del mercat de capitals no és traduïda en els objectius polítics desitjats, el crèdit hi arribés a través d'aquestes empreses, que bàsicament actuen com a intermediàries entre creditors i deutors amb la garantia implícita de l'estat, al sector agrícola, educatiu, i hipotecari dels Estats Units.

## Empreses patrocinades pel govern central
El Congrés dels Estats Units creà la primera empresa patrocinada el 1916, Farmer Mac, i el Farm Credit System adreçat al sector agrícola; el 1932 el Congrés aprovà la «Federal Home Loan Banks» per finançar el sector hipotecari de primer habitatge; el 1972 creà Sallie Mae amb l'objectiu de finançar l'educació. El préstecs hipotecaris és de lluny el segment més regulat en el qual operen les empreses patrocinades pel govern; les tres grans empreses hipotecàries eren Fannie Mae, Freddie Mac, i 12 Federal Home Loan Banks, amb actius en els seus balanços valorats en bilions de dòlars. Mentre empreses com Fannie Mae i Freddie Mac (fins al 2008) eren de propietat privada però de constitució pública, altres com els Federal Home Loan Banks són propietat exclusiva de les corporacions privades que fan ús dels seus serveis financers. El govern central té Warrants sobre aquestes empreses, que li permetrien prendre el 79,9% de la propietat d'aquestes companyies.
- Farmer Mac
- Federal Home Loan Banks
- Freddie Mac
- Fannie Mae
- Sallie Mae (privatitzada el 1995)

## Finançament i garantia implícita de l'estat
Malgrat que no són bons governamentals, els bons d'empreses patrocinades pel govern que aquestes empreses emeten per a finançar les seves operacions compten amb el suport implícit del govern central. Adicionalment, les empreses patrocinades pel govern crearen un mercat secundari de préstec a través de l'extensió de garanties, l'emissió de bons, i la titulització de deute. Això permeté que els emissors en el mercat primari augmentessin el volum dels seus préstecs i alhora disminuïssin el risc que comportaven els préstecs hipotecaris individuals. Encara que els títols de deute emesos per aquestes - els bons d'empreses patrocinades pel govern, a diferència dels bons governamentals, no tenien una garantia creditícia explícita de l'estat, les entitats de crèdit els oferien a taxes d'interès favorables i els prestataris -inversors- estaven disposats a pagar-ne alts preus; això era degut a la percepció que hi havia una "garantia implícita" per part del govern, que no permetria que fessin bancarrota o declaressin una moratòria en el pagament del seu deute. Aquesta percepció permeté a Fannie Mae i a Freddie Mac un estalvi financer d'uns 2 mil milions de dòlars, cada any. Efectivament, el setembre del 2008 i arran de la Crisi hipotecària subprime del 2007, el govern rescatà les dites empreses i les posà sota la seva tutela abans de permetre la seva bancarrota.